# معرض جوي

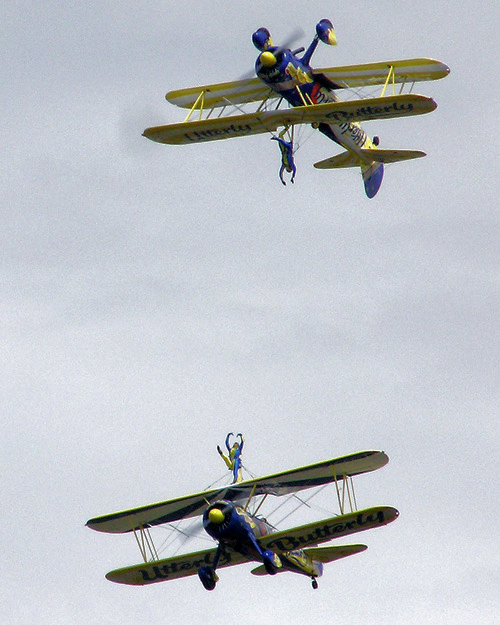
يقوم فريق UK Butterly Display بعرض طائرات بوينغ Stearman PT-17 في عرض جوي إنكليزي

معرض جوي، أو (عرض جوي) (Air show). هو حدث عام يتم فيه عرض الطائرات. غالبًا ما تشتمل على عروض ألعاب هوائية، دون أن يطلق عليها «عروض جوية ثابتة» مع طائرات متوقفة على الأرض.
وأكبرها هو لو بورجيه يليه فارنبورو، في حين أن كل من معرض دبي الجوي والمعرض الجوي السنغافوري كلاهما حاصل على المركز الثالث.

## ملخص

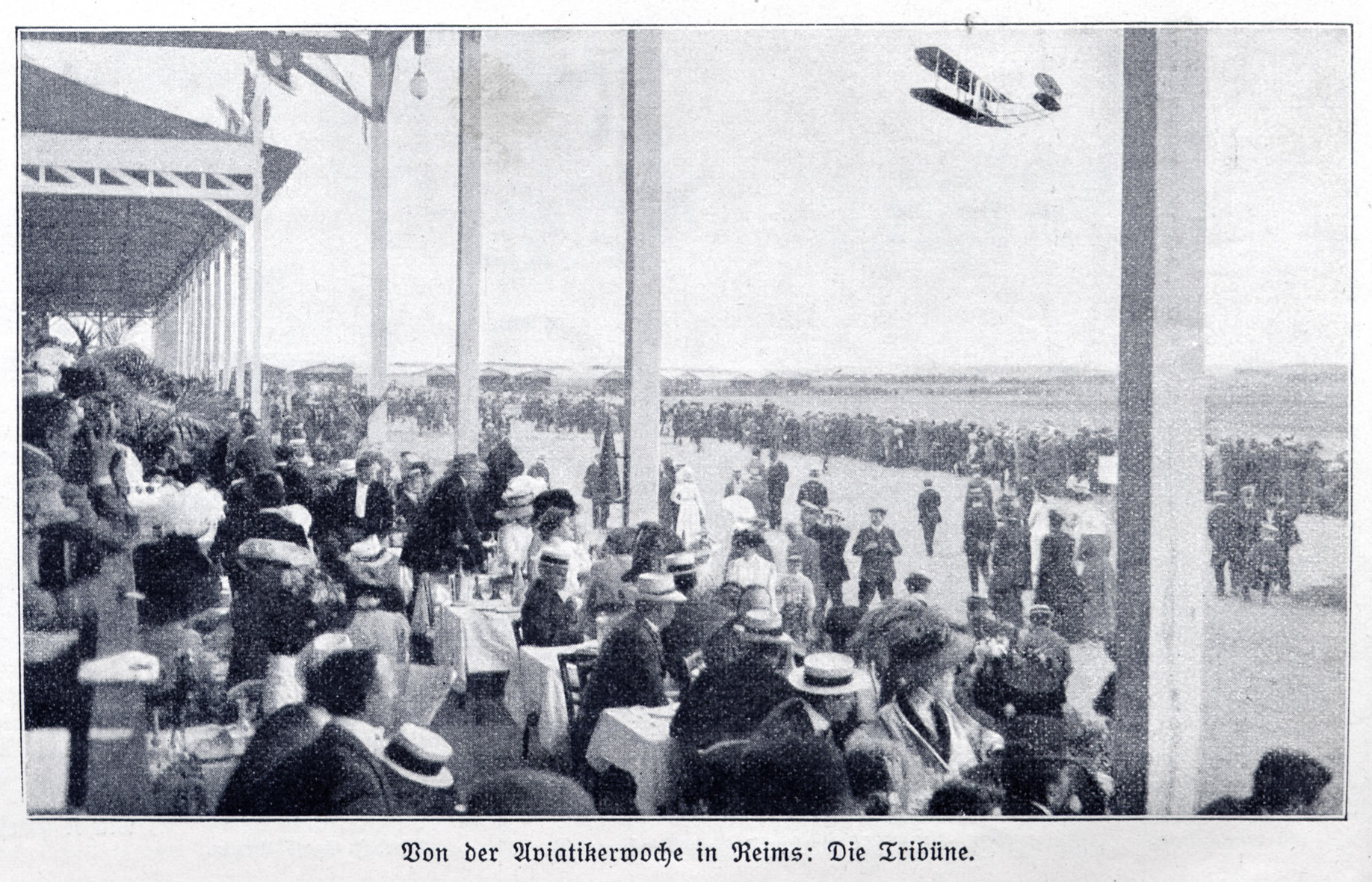
بعد شهر من عبور القناة الإنجليزية، احتل أسبوع الطيران في رانس، فرنسا، أغسطس 1909 ، اهتمامًا عالميًا خاصًا.

يتم عقد بعض العروض الجوية كمشروع تجاري أو كحدث تجاري حيث يتم الترويج للطائرات، وإلكترونيات الطيران وغيرها من الخدمات إلى العملاء المحتملين. تقام العديد من العروض الجوية دعما للجمعيات الخيرية المحلية أو الوطنية أو العسكرية. تقوم شركات الطيران العسكرية في كثير من الأحيان بتنظيم عروض جوية في المطارات العسكرية كممارسة علاقات عامة لشكر المجتمع المحلي، وتعزيز المهن العسكرية ورفع مستوى الجيش.
تختلف «المواسم الجوية» في جميع أنحاء العالم. تتمتع الولايات المتحدة بموسم طويل يمتد بشكل عام من مارس إلى نوفمبر، ويغطي مواسم الربيع والصيف والخريف. كثير الآخر في كثير من المرات. في اليابان، عادة ما تكون العروض الجوية التي تقام في قواعد قوات الدفاع على اليابانية العام. اخبر صديقك عن هذا الموضوع. يعقد الشرق الأوسط وأستراليا ونيوزلر فعالياتهم بين يناير ومارس. ومع ذلك، بالنسبة للعديد من الأعمل، لا يعني «خارج الموسم» فترة من عدم النشاط. يستخدم الطيارون والفنانون هذا الوقت للصيانة والممارسة.
يمكن أن يكون نوع الشاشات في الأحد العوامل، بما في ذلك الطقس والرؤية. معظم السلطات الطيران الآن تنشر القواعد والإحد حول الحد الأدنى من مرتفع العرض ومعايير لظروف. بالإضافة إلى الطقس، يجب على الطيارين والمنظمين حجز الأشياء. ستقوم معظم العارضين بالتخطيط لعرض «كامل» و «متدحرج» و «مسطح» معطيات الطقس والجو.
يعرض أنواع العروض بشكل كبير. بعض التقارير العسكرية واندلاع مع عروض الطيران الكبيرة والمصدول في حين أن هذا الآخر في مهابط الألعاب المحلية الصغيرة أو ما يعرف بسطح أو ساعتين من الطيران مع عدد قليل من الأكشاك على الأرض. يمكن عقد «عروض الهواء» أثناء النهار أو الليل مع تزايد شعبي هذه الأخيرة. لا تظهر العروض دائمًا على المطارات؛
كان أول معرض دولي للطيران الدولي، حيث تم عرضه في 22 و 29 أغسطس 1909 في ريمس. وقد سبق ذلك ما كان يمكن أن يكون أول تجمع من المتحمسين من أي وقت مضى، من 28 يونيو - 19 يوليو من نفس العام في المطار في لا برايل، بالقرب من دواي.

## الجذب

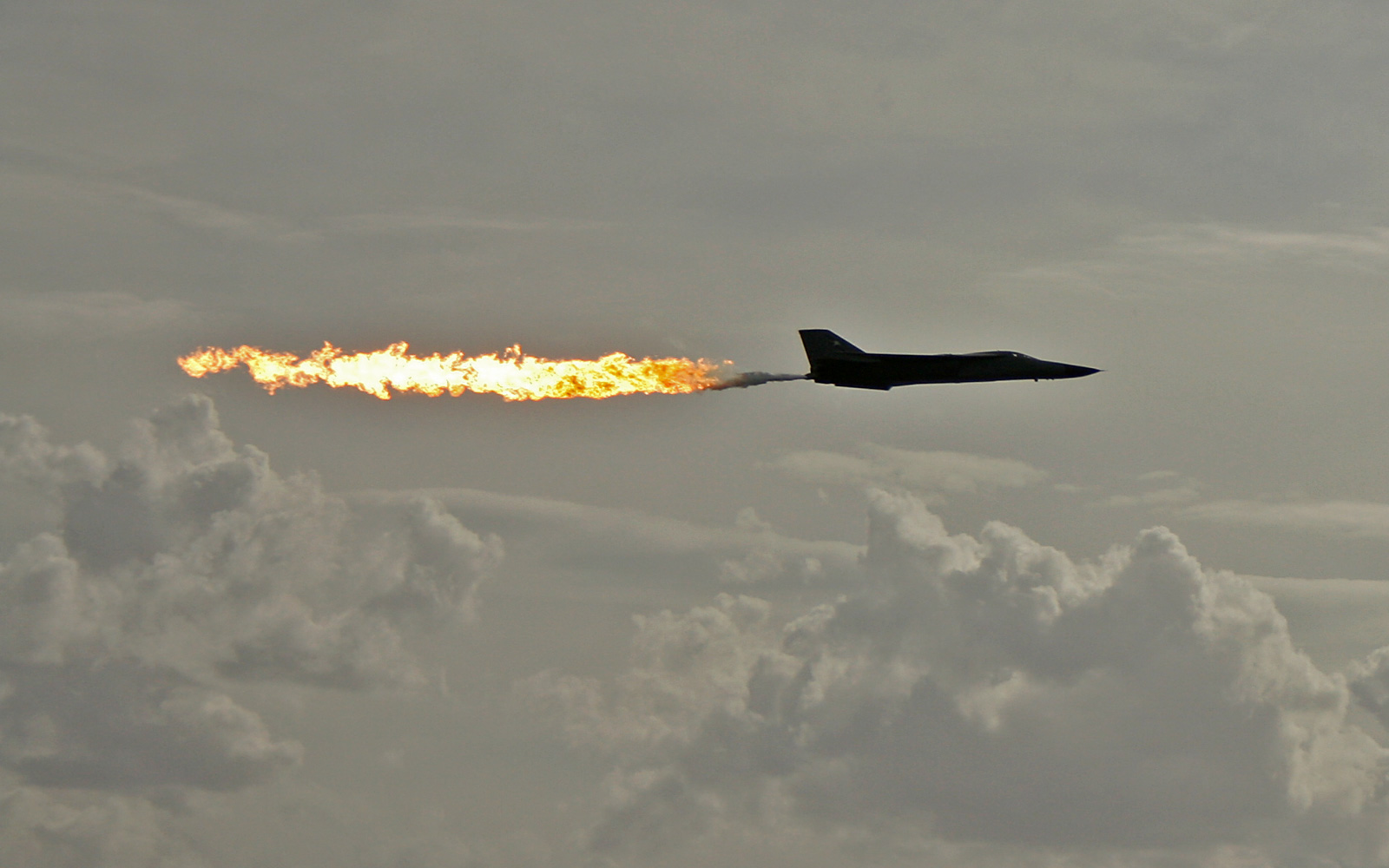
جنرال دايناميكس إف -111 يؤدي عملية الإغراق في الوقود الإغراق وفقدان الوقود في معرض الطيران الدولي الأسترالي

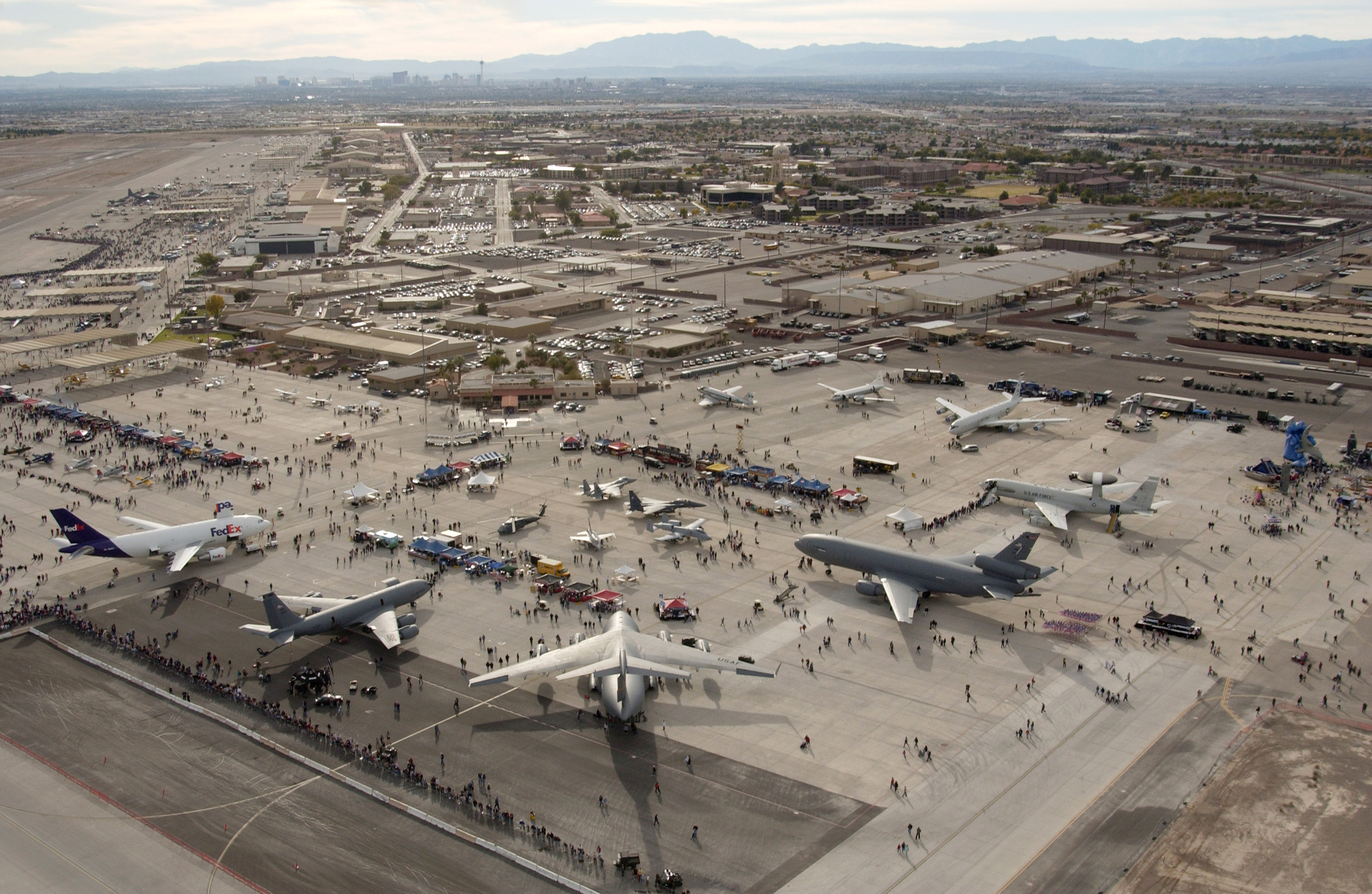
معرض الطيران لعام 2006 في قاعدة نيليس الجوية، الولايات المتحدة

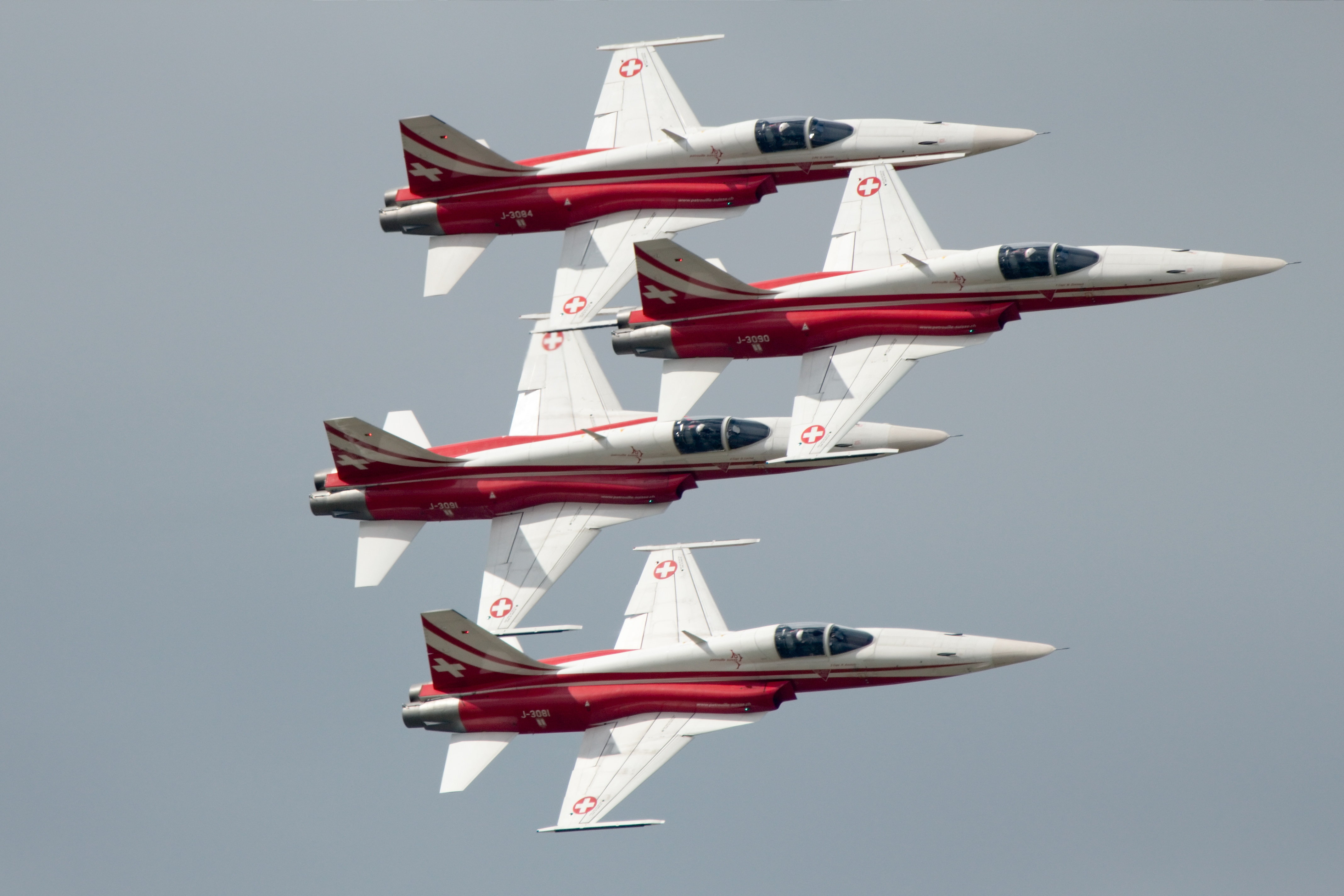
أداء وباترولي سويس في برلين للطيران

قبل الحرب العالمية الثانية، ارتبطت الجو مع سباقات جوية طويلة، غالبًا ما استمرت لعدة أيام وتغطي آلاف الأميال. في حين أن سباقات رينو الجوية تبقي هذا التقليد على قيد الحياة، فإن معظم العروض الجوية اليوم تتميز في المقام الأول بسلسلة من العروض التجريبية الجوية القصيرة المدة.
تحتوي معظم العروض الجوية على طيور حربي، وأكروبات هوائية، ومظاهرات للطائرات العسكرية الحديثة، والعديد من العروض الجوية تقدم مجموعة متنوعة من عوامل الجذب الأخرى للطيران، مثل الطائرات التي تسير على الجناح، الطائرات التي يتم التحكم فيها عن طريق الراديو، قطرات الماء / الطين من طائرات مكافحة الحرائق، طائرات الهليكوبتر المحاكاة عمليات الإنقاذ والغطس السماء.
تتميز الطائرات الأيروباتيكية المتخصصة بمحركات مكبسية قوية وخفيفة الوزن وأسطح تحكم كبيرة، مما يجعلها قادرة على تحقيق معدلات عالية جدًا من التسارع والتسارع. سيتمكن الطيار المتمرس من الصعود عموديًا، وإجراء دوران محكم جدًا، وتعطيل طائرته النهائية، وإجراء المناورات خلال الحلقات.
يمكن أن يتم عرض الرحلات الجوية الأكبر من قبل فرق العرض العسكري. في الولايات المتحدة، هؤلاء هم البحرية الأمريكية الملائكة الزرقاء و USAF Thunderbirds. سوف القوات الكندية Snowbirds العنوان العديد من المعارض الجوية في كندا والولايات المتحدة. يتم عرض العديد من عروض النقل الجوي في المملكة المتحدة بواسطة السهام الحمراء في سلاح الجو الملكي البريطاني.
تعرض عروض الطائرات النفاثة العسكرية المنفصلة، المعروفة أيضًا باسم «عرض تجريبي»، طائرة واحدة، عادة ما تكون مقاتلة إضرابًا أو مدربة متقدمة. يركز العرض على قدرات الطائرات الحديثة المستخدمة في العمليات القتالية. ستعرض الشاشة عادةً لفائف الطائرة القصيرة جدًا (وغالبًا بصوت عالٍ جدًا)، والسرعة العالية، وسرعة الاقتراب البطيء، فضلاً عن قدرتها على إجراء المنعطفات الضيقة بسرعة، والارتقاء بسرعة، وقدرتها على التحكم بدقة في مجموعة كبيرة من السرعات. وتشمل المناورات لفات الجنيح، ولفائف البرميل، ولفافات التردد، والكوبان -8، والانعطافات الضيقة، ورحلة عالية الألفا، وممر عالي السرعة، وممرات مزدوجة للميلمان، واللمس والجوس. قد تشمل العروض التوضيحية التكتيكية قطرات محاكية للقنابل، وأحيانًا بألعاب نارية على الأرض للتأثير. ستعرض الطائرات ذات الخصائص الخاصة التي تمنحها قدرات فريدة من نوعها تلك العروض في عروضها. على سبيل المثال، يمكن استخدام المقاتلات الروسية مع vectoring التوجه لأداء كوبرا إيميليان أو في Kulbit، بين المناورات الصعبة الأخرى التي لا يمكن أن يقوم بها طائرات أخرى. وبالمثل، قد يحلق طيار من طراز F-22 طائرته في الهواء مع توجيه الأنف إلى أعلى، وقد يؤدي طيار من نوع Harrier أو Osprey عملية إنزال عمودي أو إقلاع رأسي، وهكذا.

## السلامة

قاعدة ماونتن هوم للقوات الجوية، إيداهو، 14 سبتمبر 2003: الولايات المتحدة الكابتن كريستوفر ستريكلين مقعد الإقلاع من أف 16 بعد أن أدرك أنه لا يستطيع الانسحاب في الوقت المناسب وضمان الطائرة لن تصطدم المتفرجين. تم تدمير الطائرة أقل من ثانية في وقت لاحق دون خسائر في الأرواح.

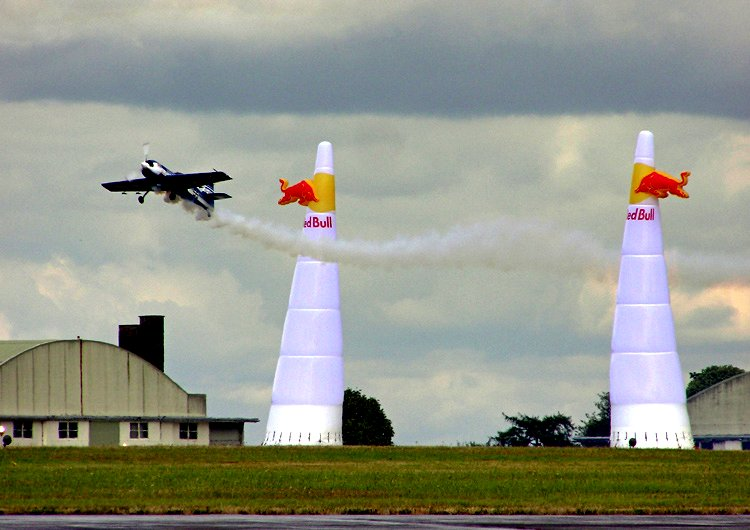
السباق الجوي في معرض جوي في إنجلترا: حرارة ريدبل الجوي المقامة في كيمبل إيرفيلد، غلوسترشاير. الطائرة تطير منفردة، وتمر بين أزواج من الأبراج

قد تعرض العروض الجوية بعض المخاطر للمتفرجين والطيارين. ووقعت حوادث، حدثت في بعض الأحيان خسائر كبيرة في الأرواح، مثل كارثة عام 1988 في قاعدة رامشتاين الجوية في ألمانيا وحادث عرض جوي عام 2002 في لفيف، أوكرانيا. بسبب هذه الحوادث، قامت سلطات الطيران المختلفة في جميع أنحاء العالم بوضع قواعد وتوجيهات محددة لأولئك الذين يشغلون ويشاركوا في عروض الهواء. غالبًا ما تقوم سلطات الطيران بمراقبة عروض الهواء لضمان إجراءات آمنة.
في المملكة المتحدة، ستحتاج السلطات المحلية أولاً إلى الموافقة على أي طلب لحدث يتم قبول الجمهور فيه. لا موافقة، لا حدث. يجب أن تكون الأولوية الأولى هي ترتيب غطاء التأمين ويمكن الحصول على التفاصيل من السلطة المحلية الخاصة بك. ومن التعقيدات الإضافية مجموعة كبيرة جديدة من التشريعات المتعلقة بالصحة والسلامة في حالات إقدام الشركات على وجه الخصوص، والتي يمكن أن تنطوي على اتهام منظم الحدث بجريمة جنائية إذا لم يتم الانتهاء من أي تقييم للتأمينات والمخاطر بشكل كامل قبل الحدث بوقت كاف. إذا لم يتم إكمال هذه الخطوة الأساسية، فيجب إيقاف أي نشاط آخر حتى يتم ذلك.
قواعد تحكم المسافة من الحشود التي يجب أن تطير الطائرة. هذه تختلف وفقا لتصنيف الطيار / طاقم الطائرة، ونوع الطائرة وطريقة الطيران بالطائرة. على سبيل المثال، عادةً ما يتم السماح بطائرات أبطأ أو أقل بالتعرف على الزوايا بشكل أكبر أو أكبر من الأنواع الأكبر والأسرع. أيضا، ستكون طائرة مقاتلة تطير مستقيمة ومستوية قادرة على القيام بذلك أقرب إلى الحشد وأقل مما لو كان أداء لفة أو حلقة.
يمكن أن يحصل الطيارون على تراخيص لأنواع مختلفة من الشاشات (أي الطائر الخالي من العوائق، والأكروبات الأساسية إلى الأكروبات غير المحدودة) وإلى الحد الأدنى من ارتفاعات القاعدة الدنيا فوق الأرض. للحصول على هذه التراخيص، سيتعين على الطيارين أن يبرهنوا على أحد الفاحصين أنهم يستطيعون أداء هذه الحدود دون تعريض أنفسهم، أو طاقم الأرض أو المشاهدين للخطر.
على الرغم من قواعد العرض والإرشادات، استمر وقوع الحوادث. ومع ذلك، فإن حوادث العرض الجوي نادرة، وحيث تكون هناك عروض جوية مناسبة للإشراف، فإنها تتمتع بسجلات أمان رائعة. في كل عام، تلتقي منظمات مثل المجلس الدولي للعروض الجوية والمجلس الأوروبي للطيران وتناقش مواضيع مختلفة بما في ذلك السلامة الجوية حيث يتم مناقشة الحوادث والدروس المستفادة.